# Hermann Joha
Hermann Joha (Lohr am Main, 17 febbraio 1960) è un conduttore televisivo, produttore televisivo, amministratore delegato della ActionConcept ed ex-stuntman tedesco.
Ha creato il format televisivo di Squadra Speciale Cobra 11 (Alarm Für Cobra 11) nel 1995, che nel 1996 gli ha fatto vincere il premio RTL Golden Lion Awards nella categoria "migliori stunt e migliori effetti speciali". Ha inoltre creato numerose altre serie televisive di azione come Il Clown e Lasko.